# 429. strelska divizija (ZSSR)
429. strelska divizija (izvirno rusko 429. стрелковая дивизия; kratica 429. SD) je bila strelska divizija Rdeče armade v času druge svetovne vojne.

## Zgodovina
Divizija je bila ustanovljena 12. decembra 1941 v Južnouralskem vojaškem okrožju; čez 4 dni so jo preimenovali v 211. strelsko divizijo.